# Koban (valuta)

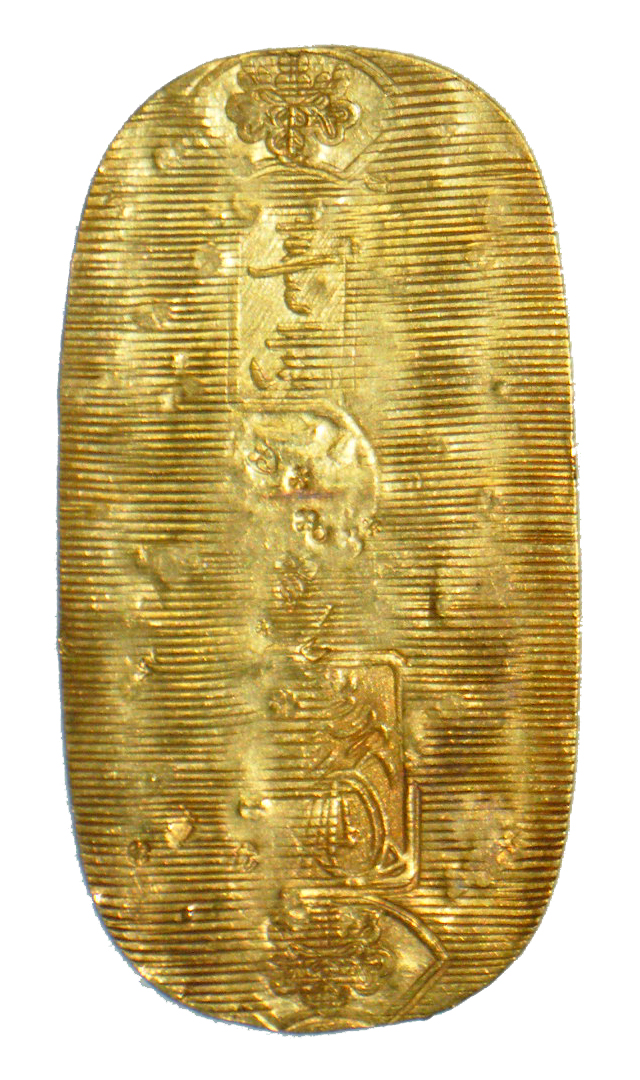
Koban

Il koban (小判?) era una moneta aurea giapponese del periodo Edo, dal valore di un ryō, un'altra antica unità monetaria giapponese. Era un elemento centrale del sistema monetario Tokugawa.
Il koban dell'era Keichō era un pezzo d'oro che conteneva circa un ryō d'oro, cosicché il koban aveva un valore facciale di un ryō. Tuttavia, le successive coniazioni del koban compresero quantità di oro variabili (di solito decrescenti), di conseguenza il ryō come unità di peso dell'oro ed il ryō come valore facciale del koban cessarono di essere sinonimi.

## Commercio estero
L'economia giapponese prima della metà del XIX secolo era basata in larga misura sul riso. L'unità standard di misura era il koku, la quantità di riso richiesta per nutrire una persona per un anno. Gli agricoltori facevano i loro pagamenti delle tasse in riso che alla fine si riversava nelle casse del governo centrale; similmente, i vassalli erano pagati annualmente con un determinato numero di koku di riso. I portoghesi che arrivarono in Giappone a metà del 1500, tuttavia, preferivano l'oro al riso, ed il koban, che era uguale a tre koku di riso, divenne la moneta di elezione nel commercio estero.
Alcuni signori feudali cominciarono a coniare i propri koban, ma il valore era svilito con leghe di diverso tenore in oro. Le autorità di Edo emanarono una riforma monetaria dopo l'altra e pressoché tutte svilirono ancora di più il koban. Inoltre, koban contraffatti circolarono dopo ogni riforma, con un valore leggermente inferiore a quello dei koban nuovamente messi in circolazione. All'epoca della visita del commodoro Matthew C. Perry nel 1853, i koban contraffatti delle epoche precedenti erano preferiti dai mercanti alle varianti più recenti. I pezzi più vecchi fraudolenti erano più preziosi dei koban coniati di recente.
Con la restaurazione Meiji nel 1868 fu emessa una nuova serie di monete sulla base dei sistemi monetari europei ed il koban fu abbandonato.

## Riferimenti culturali

Meowth della serie Pokémon ha un koban sulla fronte. "Giornopaga", l'attacco caratteristico della specie, è noto in giapponese come Neko ni Koban.

Nella fortunatissima serie The Legend of the Mystical Ninja, il personaggio principale Goemon lancia i koban come shuriken. 
In Giappone l'espressione idiomatica neko ni koban (猫に小判? letteralmente "koban ai gatti") equivale alla frase "perle ai porci".
Il koban è spesso raffigurato tra le zampe di un Maneki neko, benché il koban della maggior parte dei Maneki neko valga dieci milioni di ryō.